# Glenelg (Mart)

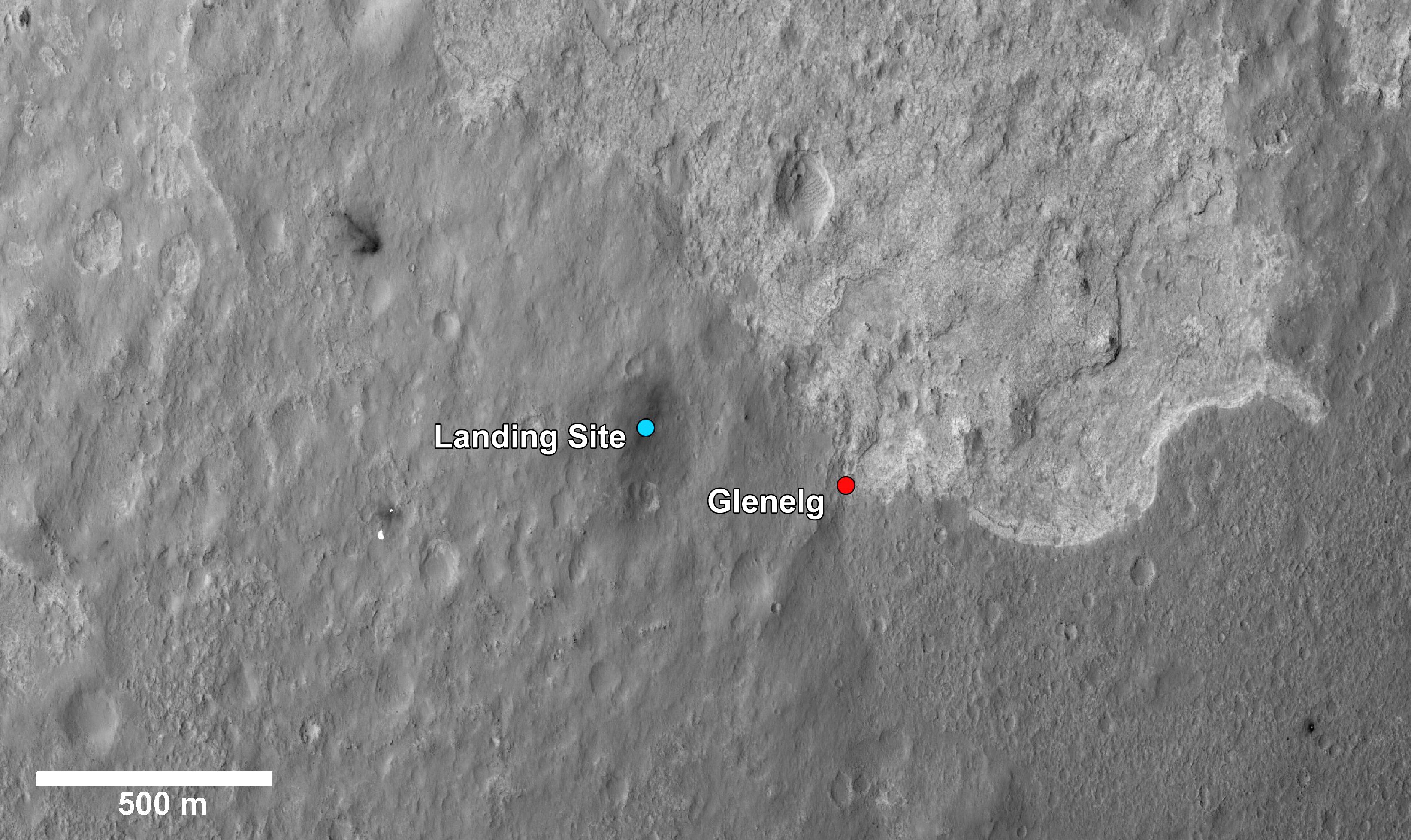
Glenelg, fotografiat per la càmera HiRISE del Mars Reconnaissance Orbiter. El lloc d'aterratge del Curiosity està marcat amb blau. En vermell està marcat Glenelg, una zona on està previst que el rover hi faci una exploració científica.

Glenelg (o Glenelg Intrigue) és un lloc de Mart que hi ha al cràter Gale, situat a prop del lloc d'aterratge del rover de la missió Mars Science Laboratory, que té un interès científic perquè s'hi produeix un encreuament natural de tres tipus de terreny diferents. Aquest punt en part es diu Glenelg perquè és una paraula palindròmica i, si hi va el Curiosity, hi haurà d'anar i després tornar al punt de sortida per després poder anar a Aeolis Mons.
El Curiosity haurà recórrer un total de 400 m per arribar fins a Glenelg. Cadascun dels tres terrenys té un interès científic diferent. Un d'ells és interessant perquè sembla haver-hi una base rocosa que el rover podria perforar. En un segon terreny s'hi poden observar molts cràters petits i això pot indicar que es tracta d'una superfície més dura o més antiga. I el tercer terreny és igual que el terreny en què va aterrar el Curiosity i els científics de la NASA volen esbrinar si hi ha el mateix tipus de textura rocosa.